# Александар Турунџев
Александар Турунџев (Горњи Врбљани 1872 - 30. август 1905, Ат пазар, Битољ) је био бугарски четник (хајдук) и борац против Турака. Рођен је 1871. у селу Горњи Врбљани. У почетку је био хајдук, да би касније постао члан Тајне македоно-одринске револуционарне организације (ТМОРО). Био је учесник неуспелог Илинданског устанка. Као и већина Илинденских вођа након што су га издали 1904. ухапшен је у селу Ајтос код Лерина. Издан је био од гркомана Митре Гинкова и затворен у Битољском затвору. Након годину дана 30. августа 1905. објешен је на битољском Ат пазару (коњски пазар).
Александар Турунџев је сахрањен на гробљу Свете Недеље у Битољу.